# Peppermint OS
Peppermint OS es una distribución GNU/Linux basada en Debian y Devuan en su rama estable, caracterizada por ser ligera, estable y rápida. Utiliza el entorno de escritorio XFCE.

## Características

### Welcome to Peppermint
Welcome to Peppermint te permite instalar paquetes, navegador web, temas, iconos y fondos de pantalla que elijas. Entre los paquetes a instalar son:

#### Software
- Atril, visor de documentos básico.
- ARandR, aplicación gráfica de XRandR, una extensión del sistema de ventanas X. Sirve para modificar la resolución de pantalla.
- Transmission, cliente P2P para la red Bittorrent.
- GPicViewer, visor de imágenes. Proveniente de LXDE.
- Snap, gestor de paquetes universal.
- Flatpak, gestor de paquetes universal.

#### Navegadores Web
- Firefox, libre y de código abierto.
- Konqueror, navegador web, administrador de archivos y visor de imágenes. Desarrollado por KDE.
- GNOME Web (Epiphany), navegador web. Proveniente de GNOME
- Falkon, navegador web ligero que utiliza Qt. Desarrollado por KDE.
- Navegador Tor, anonimato y privacidad.
- Midori, navegador web ligero.
- Chromium, navegador web de Google de código abierto.

### Peppermint Hub
Fácil acceso a configuraciones del sistema.

### Ice
Es una aplicación que permite que se creen y eliminen fácilmente aplicaciones SSBs (Navegador específico del sitio), aplicaciones que se dedican a acceder a las páginas desde una sola fuente y simplifican las funciones más complejas de un navegador web al excluir los menús, las barras de herramientas y la interfaz gráfica del navegador asociados con funciones que son externas al funcionamiento del sitio. Estas aplicaciones suelen iniciarse mediante un icono de escritorio que suele ser un favicon.

## Lanzamientos
| Versión    | Fecha de lanzamiento | Distribución base | Última actualización |
| ---------- | -------------------- | ----------------- | -------------------- |
| One        | 9 de mayo de 2010    | Lubuntu 10.04     | One-01042011         |
| Ice        | 20 de julio de 2010  | Lubuntu 10.04     | Ice-20110302         |
| Two        | 10 de junio de 2011  | Lubuntu 11.04     |                      |
| Three      | 23 de julio de 2012  | Lubuntu 12.04     | Three-20121105       |
| Four       | 13 de junio de 2013  | Lubuntu 13.04     | Four-20131113        |
| Five       | 23 de junio de 2014  | Lubuntu 14.04     |                      |
| Six        | 29 de mayo de 2015   | Lubuntu 14.04     | 6-20150904           |
| 7          | 24 de junio de 2016  | Lubuntu 16.04     | 7-20161201           |
| 8          | 28 de mayo de 2017   | Lubuntu 16.04     | 8-20180203           |
| 9          | 22 de junio de 2018  | Lubuntu 18.04     | 9-20190102           |
| 10         | 17 de mayo de 2019   | Lubuntu 18.04     | 10-20191210          |
| 2022-02-02 | 2 de febrero de 2022 | Debian 11         |                      |